# 西島和彥
西島和彥（日语：／ Nishijima Kazuhiko，1926年10月4日—2009年2月15日），日本粒子物理學家，東京大學、京都大學名譽教授。日本學士院會員。文化勳章表彰。文化功勞者。贈從三位。
西島生于日本土浦市，学术生涯著名成就是與中野董夫合作、與默里·蓋爾曼分别独自提出蓋爾曼-西島關係，被提名1960年、1961年、1964年、1966年諾貝爾物理學獎，但只有蓋爾曼一人獲獎。西島独立与他人提出奇异数概念，他称之为“η电荷”。

## 生平
西島和彥于1926年10月4日生于日本茨城縣土浦市，1948年于東京大學理學部物理學科畢業，1955年获得大阪市立大學理學博士学位，论文是关于核力的研究。
1950年，西島还在读博士，被南部阳一郎聘为助手，从事强相互作用和奇异粒子（当时称之为V粒子）的理论研究。在研究奇异粒子衰变时，与中野董夫独立于默里·盖尔曼提出了一个关于奇异粒子量子数的公式，现在称之为盖尔曼-西岛关系，
{\displaystyle Q=I_{\text{3}}+{\frac {B+S}{2}}}
其中，Q 为电荷，I3 为同位旋分量，B 为重子数，S 为奇异数。这一关系为盖尔曼和喬治·茨威格在1964年分别独立提出夸克模型起到至关重要的作用。
1954年任大阪市立大學讲师，1959年升任副教授。在市大，西島與南部陽一郎、中野董夫、早川幸男、山口嘉夫等人形成了一個理論物理學學派，其中南部教授是2008年諾貝爾物理學獎得主，中野教授曾為諾貝爾獎候選人。
1956至1958年，西島和彥应维尔纳·海森堡之邀，赴德国哥廷根访问，1958年转赴美国，加盟普林斯顿高等研究院，一年半之后，任伊利諾伊大學厄巴納-香檳分校教授。
1966年，西岛返回日本，在东京大学建立理论物理研究组，并担任一些领导职务。1986至1989年，他任京都大学基礎物理學研究所所長。1995至2005年，任仁科記念财团理事長，这是一个旨在推动日本物理学发展的基金会。
西岛在学术研究方面一直保持活跃，直到去世。西岛后期的研究领域为夸克禁閉和非对易量子场论。2009年2月15日，西岛和彦因白血病去世。

## 榮譽
- 1955年 - 仁科芳雄獎
- 1964年 - 日本學士院奖
- 1965年 - 古根海姆学者奖（英语：Guggenheim Fellowship）[8]
- 1989年 - 日本学士院会員
- 1993年 - 文化功勞者
- 2003年 - 文化勳章[3][9]
- 2009年 - 從三位

## 著作
- Nishijima, K. . W. A. Benjamin. 1963. OCLC 536472.
- Nishijima, K.  4th. Benjamin Cummings. 1998 [1974]. ISBN 0-8053-7399-3.

## 延伸阅读
- Kawarabayashi, K. A, Ukawa , 编. . World Scientific. 1987. ISBN 9971-5-0363-8.